# 土橋郁矢
土橋 郁矢（とばし ふみや、2001年2月13日 - ）は、ジャパンラグビーリーグワンレッドハリケーンズ大阪に所属するラグビー選手。ポジションはスタンドオフ(SO)。

## 来歴
北上ラグビースクールでラグビーを始めた。
2019年、黒沢尻工業高校卒業後、東洋大学に入学。
2022年、東洋大学ラグビー部の副将に就任 して、チーム初大学選手権出場に貢献。
2023年1月、アーリーエントリーでNTTドコモレッドハリケーンズ大阪(現・レッドハリケーンズ大阪)に加入。同年3月、東洋大学卒業。同年12月9日に行われたJAPAN RUGBY LEAGUE ONE第1節九州電力キューデンヴォルテクス戦にて先発出場でリーグワン公式戦初出場を果たした。